# The Lure of the Grand Canyon
The Lure of the Grand Canyon je 11. album Johnnyja Casha i jedan od prvih konceptualnih albuma u rock eri, objavljen 1961. za Columbia Records. Album je kombinacija Cashove naracije, Grand Canyon Suite skladatelja Ferdea Groféa pod ravnanjem Andrea Kostelanetza, a uključuje i autentične zvukove snimljene u samom Grand Canyonu. Cashov narativni komentar nalazi se na šestoj i posljednjoj pjesmi, a opisuje dan proveden u slavnom kanjonu. The Lure of the Grand Canyon je jedan od prvih konceptualnih albuma u povijesti country glazbe i vjerojatno jedan od prvih uopće, iako je sam Cash godinu dana prije objavio konceptualni album Ride This Train.

## Popis pjesama
1. "Sunrise" – 5:58
2. "Painted Desert" – 3:59
3. "On the Trail" – 8:34
4. "Sunset" – 4:46
5. "Cloudburst" – 8:07
6. "A Day in the Grand Canyon" – 11:18

## Izvođači
- Johnny Cash - gitara, vokali

## Vanjske poveznice
- Popis Cashove diskografije na LP Discography